# DEEP FRENCH KISS
「DEEP FRENCH KISS」（ディープ・フレンチ・キス）は、1991年6月14日に発売されたORIGINAL LOVE通算1作目のシングル。8cmCDシングルのほか、限定盤で12cmCDシングルもリリースされた。

## 解説
「DEEP FRENCH KISS」はアルバム『LOVE! LOVE! & LOVE!』の先行シングルで、アルバム収録曲と同内容。この曲は後にアルバム『SUNNY SIDE OF ORIGINAL LOVE』に再レコーディングで収録された。また、1995年12月にリリースされたアーティスト非監修のボックス・セット『COLOR CHIPS ORIGINAL LOVE LEGEND 1991-1994』のオリジナル・カラオケ集“GREEN”に、「DEEP FRENCH KISS」のオリジナル・カラオケが収録された。
ジャケット裏のメンバー全員のショットには、当時サポート・メンバーとして参加していた井上トミオも加わっている。

## 収録曲
1. DEEP FRENCH KISS  –  (4'41")
作詞：宮田繁男、作曲：田島貴男、編曲：オリジナル・ラヴ
2. BLUE TALK  –  (4'53")
作詞 · 作曲：田島貴男、編曲：オリジナル・ラヴ

## クレジット
| オリジナル・ラヴ |                    |
| 田島貴男         | VOCAL & A.GUITAR   |
| 村山孝志         | E.GUITAR & CHORUS  |
| 木原龍太郎       | KEYBOARDS & CHORUS |
| 森宣之           | SAX & CHORUS       |
| 宮田繁男         | DRUMS & CHORUS     |

## TOCT-6166

### 解説
8cmシングルのほか、12cmシングルも限定盤で同時リリースされた。カップリングには8cmシングルとは異なる曲が収録されているが、いずれも『LOVE! LOVE! & LOVE!』収録と同じ。
歌詞カードに掲載されたメンバーのフォトは、8cmCD掲載のものとは別ショットになっている。

### 収録曲
1. DEEP FRENCH KISS  –  (4'41")
shigeo miyata  –  takao tajima
2. WITHOUT YOU  –  (5'04")
ryutaro kihara  –  takao tajima
3. LOVE VISTA  –  (12'19")
takao tajima  –  original love

Taken from the forthcoming album LOVE! LOVE! & LOVE!

## リリース日一覧
| 地域 | リリース日    | レーベル                | 規格           | カタログ番号 | 備考              |
| ---- | ------------- | ----------------------- | -------------- | ------------ | ----------------- |
| 日本 | 1991年6月14日 | EASTWORLD ⁄ TOSHIBA EMI | 8cmCDシングル  | TODT-2688    | 2曲収録。         |
| 日本 | 1991年6月14日 | EASTWORLD ⁄ TOSHIBA EMI | 12cmCDシングル | TOCT-6166    | 3曲収録、限定盤。 |

## カバー

### DEEP FRENCH KISS
| アーティスト | 収録作品（初出のみ） | 発売日        | 規格 | 品番       |
| ------------ | -------------------- | ------------- | ---- | ---------- |
| 宮川愛       | Love Songs           | 2007年5月23日 | CD   | LTCA-00058 |